# Thallarcha bivinculata
Thallarcha bivinculata là một loài bướm đêm thuộc phân họ Arctiinae, họ Erebidae.